# Seznam ministrů železnic Předlitavska
Toto je seznam ministrů železnic Předlitavska, který obsahuje chronologický přehled všech členů vlád Předlitavska působících v čele tohoto úřadu (včetně správců, tedy osob provizorně pověřených řízením ministerstva) po celé období existence tohoto státního útvaru, tedy od rakousko-uherského vyrovnání roku 1867 (respektive od ustavení tohoto rezortu v listopadu 1895) až do zániku Rakouska-Uherska v roce 1918.

## Ministři železnic Předlitavska 1895–1918
| #  | Jméno                 | Fotografie | Strana             | Vláda | Funkční období                      | Poznámky                                                       |
| -- | --------------------- | ---------- | ------------------ | --- | ----------------------------------- | -------------------------------------------------------------- |
| 1  | Emil von Guttenberg   |            |                    | vláda Kazimíra Badeniho | 17. ledna 1896 – 28. listopadu 1897 | Ministerstvo vytvořeno 4. 11. 1895                             |
| 2  | Heinrich von Wittek   |            |                    | první vláda Paula Gautsche vláda Franze Thuna vláda Manfreda Clary-Aldringena první vláda E. von Koerbera druhá vláda Paula Gautsche | 30. listopadu 1897 – 2. května 1905 |                                                                |
| 3  | Ludwig Wrba           |            |                    | druhá vláda Paula Gautsche vláda Konrada Hohenloheho                                                                                 | 2. května 1905 – 28. května 1906    | V Gautschově vládě správce, v Hohenloheho vládě řádný ministr. |
| 4  | Julius von Derschatta |            | Něm. lidová strana | vláda Maxe Becka | 2. června 1906 – 15. listopadu 1908 |                                                                |
| 5  | Zdenko von Forster    |            |                    | vláda Richarda Bienertha | 15. listopadu 1908 – 10. února 1909 | Správce.                                                       |
| 6  | Ludwig Wrba           |            |                    | vláda Richarda Bienertha | 10. února 1909 – 9. ledna 1911      |                                                                |
| 7  | Stanisław Głąbiński   |            | Polský klub        | vláda Richarda Bienertha | 9. ledna 1911 – 25. června 1911     |                                                                |
| 8  | Victor von Röll       |            |                    | vláda Richarda Bienertha třetí vláda Paula Gautsche                                                                                  | 25. června 1911 – 3. listopadu 1911 | V Bienerthově vládě správce, v Gautschově vládě řádný ministr. |
| 9  | Zdenko von Forster    |            |                    | vláda Karla Stürgkha | 3. listopadu 1911 – 21. října 1916  |                                                                |
| 10 | Ernst Schaible        |            |                    | druhá vláda E. von Koerbera | 31. října 1916 – 20. prosince 1916  |                                                                |
| 11 | Zdenko von Forster    |            |                    | vláda Heinricha Clam-Martinice | 20. prosince 1916 – 22. června 1917 |                                                                |
| 12 | Karl von Banhans      |            |                    | vláda Ernsta Seidlera vláda Maxe Hussarka vláda Heinricha Lammasche                                                                  | 23. června 1917 – 30. října 1918    |                                                                |

* Poznámka: V pramenech a databázích mírně kolísá přesná datace počátku a konce funkčního období jednotlivých vlád. Zde všechny údaje dle publikace kol. aut.: Československé dějiny v datech, Praha 1987.